# Spinonemia chilensis
Spinonemia chilensis är en insektsart som först beskrevs av John Obadiah Westwood 1859.  Spinonemia chilensis ingår i släktet Spinonemia och familjen Heteronemiidae. Inga underarter finns listade i Catalogue of Life.